# Мертінешть (комуна)
Мертінешть, Мертінешті (рум. Mărtinești) — комуна у повіті Хунедоара в Румунії. До складу комуни входять такі села (дані про населення за 2002 рік):
- Динку-Маре (253 особи)
- Динку-Мік (113 осіб)
- Желедінць (252 особи)
- Мегура (31 особа)
- Мертінешть (209 осіб) — адміністративний центр комуни
- Темешаса (124 особи)
- Турмаш (66 осіб)

Комуна розташована на відстані 278 км на північний захід від Бухареста, 18 км на південний схід від Деви, 113 км на південь від Клуж-Напоки, 147 км на схід від Тімішоари.

## Населення
За даними перепису населення 2002 року у комуні проживали 1048 осіб.
Національний склад населення комуни:
| Національність | Кількість осіб | Відсоток |
| -------------- | -------------- | -------- |
| румуни         | 913            | 87,1%    |
| угорці         | 134            | 12,8%    |
| українці       | 1              | 0,1%     |

Рідною мовою назвали:
| Мова      | Кількість осіб | Відсоток |
| --------- | -------------- | -------- |
| румунська | 922            | 88,0%    |
| угорська  | 126            | 12,0%    |

Склад населення комуни за віросповіданням:
| Релігія            | Кількість осіб | Відсоток |
| ------------------ | -------------- | -------- |
| православні        | 831            | 79,3%    |
| реформати          | 126            | 12,0%    |
| п'ятдесятники      | 44             | 4,2%     |
| греко-католики     | 30             | 2,9%     |
| римо-католики      | 6              | 0,6%     |
| баптисти           | 1              | 0,1%     |
| лютерани           | 1              | 0,1%     |
| не релігійні       | 1              | 0,1%     |
| не вказали релігію | 1              | 0,1%     |